# Vestjysk Musikkonservatorium

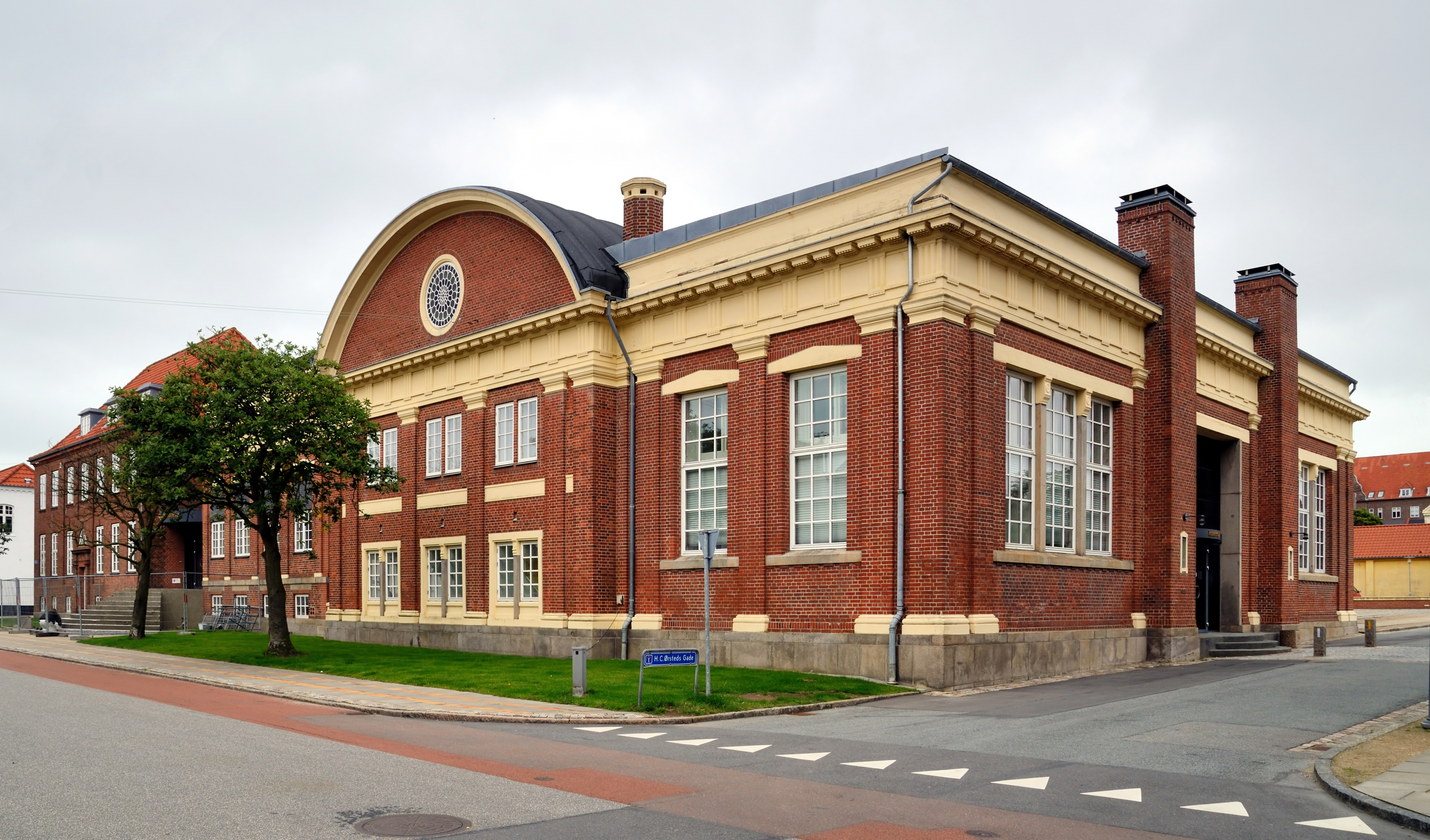
Esbjerg Musikkonservatoriet efter ombyggnaden 1997-98.

Vestjysk Musikkonservatorium eller VMK är ett danskt musikkonservatorium i Esbjerg.
Esbjergs gamla elverk från 1907 byggdes 1997 om av kulturministeriet till Vestjysk Musikkonservatorium. VMK har en konsertsal med plats för 245 åhörare.